# ابنانس

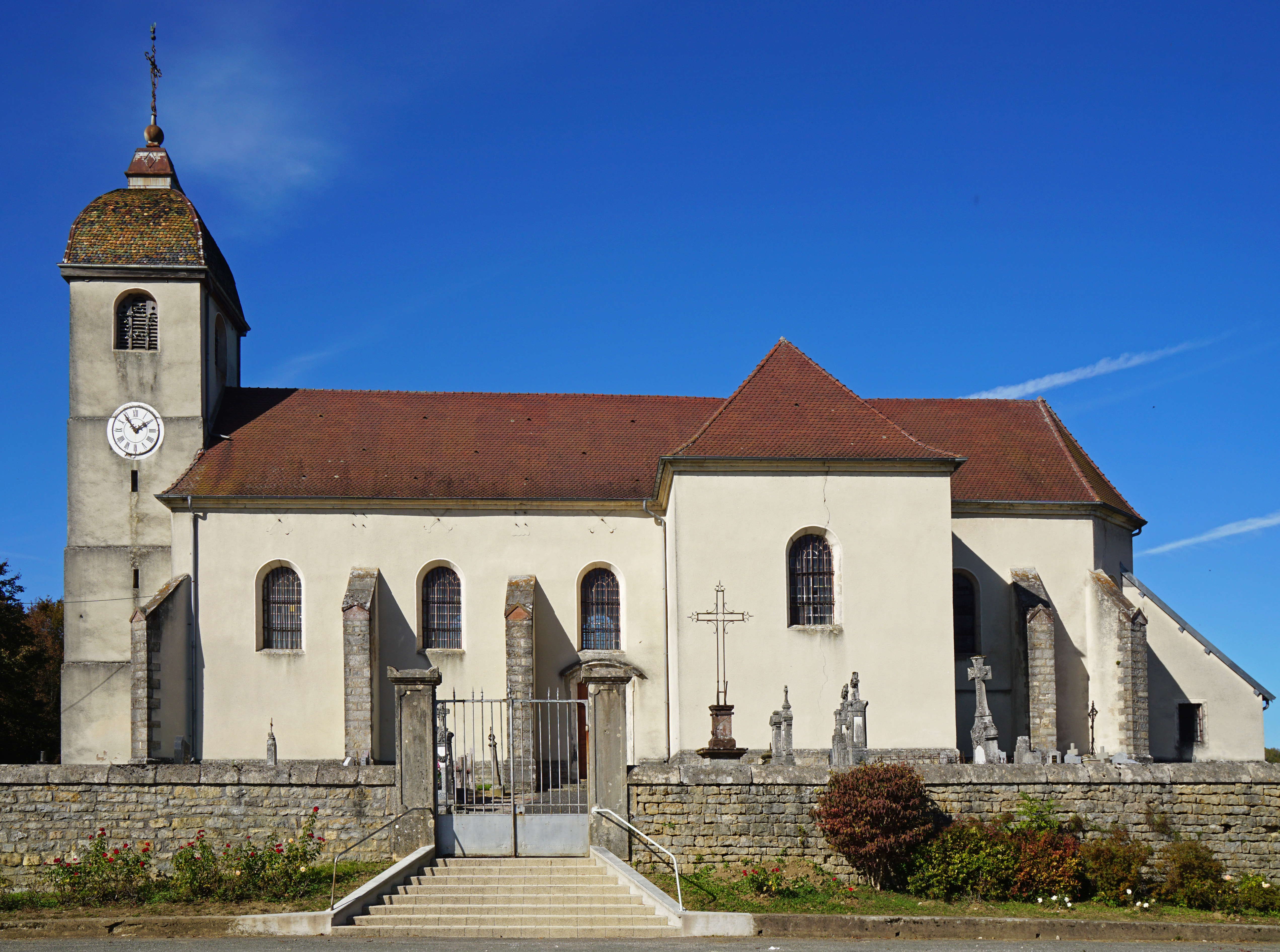
کلیسای ابنانس

ابنانس (به فرانسوی: Abbenans) یک کمون در فرانسه با جمعیت ۳۵۷ نفر است که در Canton of Rougemont واقع شده‌است.